# Politiezone KASTZE
De Politiezone KASTZE (zonenummer 5412) is een politiezone in de Vlaams-Brabantse gemeenten Kampenhout, Steenokkerzeel en Zemst. Het hoofdkantoor van deze politiezone is gevestigd te Steenokkerzeel. De zone bestrijkt een oppervlakte van 99,8 km² en telt 41.621 inwoners.
Voor de politiehervorming van november 2001 waren in het gebied van de zone drie gemeentelijke politiediensten actief naast twee eenheden van de rijkswacht, een brigade in Kampenhout, en een brigade in Hofstade.
In 2012, bij de opvolging van Patrick De Munter als korpschef door Jack Vissers bestond het personeelskader uit 88 personen.
Sinds 1 juni 2016 is Filip Van Steenbergen de waarnemende korpschef. 